# Vikentije (patrijarh srpski)
Patrijarh srpski Vikentije (rođen kao: Vitomir Prodanov; Bačko Petrovo Selo, 23. kolovoza 1890. – Beograd, 5. srpnja 1958.), 42. arhiepiskop pećki, mitropolit beogradsko-karlovački i patrijarh srpski.

## Biografija
Svjetovno ime patrijarha Vikentija bilo je Vitomir Prodanov, rođen je 23. kolovoza 1890. u Bačkom Petrovom Selu od oca Đorđa i majke Jelene. U rodnom mjestu završio je osnovnu školu poslije koje odlazi u Novi Sad, gdje se upisuje u gimnaziju. Nakon završene gimnazije, odlazi u Srijemske Karlovce učiti Bogosloviju. Zamonašio se 1917. godine u Bezdinu. Od 1921. godine bio je na dužnosti tajnika Upravnog odbora manastira Karlovačke mitropolije, i tu dužnost je obavljao do 1923. godine. Pošto se zanimao za znanost, upisao se na Filozofski fakultet u Beogradu i 1929. godine i diplomirao u skupini za povijest. Glavni tajnik Svetog arhijerejskog sinoda postao je 1932. godine, vikarni episkop marčanski 1936., episkop zletovsko-strumički 1939. i administrator ohridsko-bitoljski 1940. Godine 1941. bugarski fašisti su ga protjerali iz Štipa. Poslije Drugog svjetskog rata nije se mogao primiti svoje eparhije jer je tada stvorena kanonski nepriznata Makedonska pravoslavna crkva. U razdoblju od 1947. do 1951. administrirao je Srijemskom eparhijom.
Vikentije je izabran za patrijarha 1950. godine. Kao patrijarh, uspostavio je veze s ostalim crkvama, koje su zbog ratnih prilika bile dosta oslabjele. Njegovim nastojanjem uređena su i mirovinska pitanja pravoslavnog svećenstva. Naime, crkveni mirovinski fond bio je ukinut poslije rata, a pravo na državne mirovine su imali samo laici. Patrijarh Vikentije bio je aktivan član povijesnog društva Vojvodine i neko vrijeme urednik „Glasnika istorijskog društva“ Vojvodine od 1930. do 1934., a također je surađivao u povijesnim časopisima iz crkvene povijesti. Umro 5. srpnja 1958. pod zagonetnim okolnostima, neposredno poslije sabora na kojem nije priznata Makedonska pravoslavna crkva. Grobnica patrijarha Vikentija se nalazi u Sabornoj crkvi u Beogradu, na sjevernom zidu priprate lijevo od grobnice mitropolita Mihaila.

## Vanjske poveznice
- Fotografija Vikentija iz obiteljske kolekcije
- Zapis predavanja povodom 50. obljetnice Vikentijeve smrti  Arhivirana inačica izvorne stranice od 19. siječnja 2012. (Wayback Machine)
- Biografija patrijarha Vikentija (SPC)  Arhivirana inačica izvorne stranice od 18. siječnja 2012. (Wayback Machine)